# بسكادورز (تايوان)
بسكادورز هي مقاطعة في تايوان، تقع في مقاطعة تايوان، بلغ عدد سكانها 104,440  نسمة وذلك حسب إحصائيات سنة ديسمبر 2018، عاصمتها ماغونغ، تبلغ مساحتها 141 كيلومتر مربع.

## مدن توأم
المدن التوأم:
تاينان

## التقسيمات الإدارية
- ماغونغ
- Huxi, Penghu [الإنجليزية]‏
- Baisha, Penghu [الإنجليزية]‏
- Xiyu, Penghu [الإنجليزية]‏
- Qimei [الإنجليزية]‏
- Wangan, Penghu [الإنجليزية]‏